# William Douglas (1er comte de Douglas)
Pour les articles homonymes, voir William Douglas.
William Douglas (vers 1323/1327 –  1er mai 1384), 1er comte de Douglas et comte de Mar, est un important aristocrate écossais.

## Biographie
Il est le plus jeune des fils de Sir Archibald Douglas (1294?-1333), seigneur de Liddesdale et gardien de l'Écosse (1332-1333), et de Beatrice Lindsay, fille d'Alexandre Lindsay, seigneur de Crawford. Il est aussi le neveu de James Douglas le Noir, champion de Robert Ier d'Écosse.
Il est élevé en France et retourne en Écosse en 1348. En 1353, il tue son cousin William Douglas, seigneur de Liddesdale dans la forêt d'Ettrick. Liddesdale, connu comme la « fine fleur de la chevalerie », avait eu la garde des marches occidentales, le long de la frontière anglaise, durant la minorité du roi David II ; bien qu'ayant réussi à repousser les envahisseurs anglais, il tombe en disgrâce lorsqu'il tue Alexandre Ramsay de Dalhousie, sheriff de Teviotdale. William Douglas récupère alors une grande partie des terres de son oncle.
Douglas est créé comte de Douglas en 1358, un an après avoir épousé Margaret qui lui apporte le comté de Mar, dont elle est co-titulaire avec son frère Thomas. Il s'octroie le titre de comte de Mar jusqu'à son élévation à la pairie d'Écosse.
Profitant d'une courte trêve sur les marches anglaises, il sert en France lorsqu'il est blessé à la bataille de Poitiers où des troupes écossaises épaulent les français dans le cadre de l'Auld Alliance. Il est l'un des responsables du paiement de la rançon de David II après la bataille de Neville's Cross et, à la suite du mécontentement du roi à propos de la collecte d'une partie de la somme, il entre brièvement en rébellion en 1363. Après le couronnement de Robert II d'Écosse il obtient le 23 janvier 1372 la charge de Justiciar au sud du Firth of Forth avec une rémunération annuelle de 200 livres.
Jusqu'à sa mort il reste le principal acteur des combats frontaliers dans les marches avec l'Angleterre. Il combat ainsi en août 1355 lors de la bataille de Nesbit Moor.

## Unions et postérité
William Douglas épousa la sœur et héritière de Thomas comte de Mar.
1) Margaret morte en 1393 fille de Donald comte de Mar.
- James Douglas, tué en 1388 2e comte de Douglas et comte de Mar;
- Isabelle Douglas comtesse de Mar épouse en 1388 de Malcolm Drummond (mort en 1402) puis en 1404 Alexandre Stuart.

William Douglas entretint par ailleurs une liaison avec l'épouse de son beau-frère Thomas comte de Mar;
2) Margaret Stuart Héritière d'Angus dont un fils légitimé.
- Georges Douglas (mort en 1402) 1er comte d'Angus ( 2e création) en 1397.

### Sources
- Herbert Maxwell. A history of the House of Douglas II Vols. (1902)
- thepeerage.com

- (en) Cet article est partiellement ou en totalité issu de l’article de Wikipédia en anglais intitulé « William Douglas, 1st Earl of Douglas » (voir la liste des auteurs).